# Bélé (république de l'Altaï)
Pour les articles homonymes, voir Bélé.
Bélé (en russe : Беле́, en altaï méridional : Беле), est un village de la république de l'Altaï en Russie. Se trouvant dans le raïon d'Oulagan, sa population s'élevait à 11 habitants lors du recensement de 2021. Il se trouve sur les bords du lac Teletskoïe, et fait partie de la réserve naturelle de l'Altaï. C'est l'endroit avec le climat le plus chaud de Sibérie occidentale.

## Toponymie
Selon le dictionnaire toponymique du Haut-Altaï, Bélé (ou Belia, Béle, Belio, Pélé, Péle, Pelia, en russe : Беля, Белэ, Бэлэ, Белё, Пеле, Пелэ, Пеля), vient du mot Bélé en altaï méridional qui signifie « sorbier ». Selon une autre version, ce mot vient du touvain, signifiant « piémont » (pied de la montagne).

## Géographie

### Situation
Le petit village se trouve dans la république de l'Altaï, une république russe dans le sud de la Sibérie. La république fait partie du district fédéral sibérien, et se situe à 515 km au sud-est de Novossibirsk, la capitale du district. Elle se trouve aussi à 3 327 km à l'est de Moscou, ainsi qu'à 139 km au sud-est de la capitale de son sujet, Gorno-Altaïsk. Bélé est inclus dans le  raïon d'Oulagan, un des dix raïons de la république, se situant dans le centre-est du sujet. Le centre administratif, Oulagan, est à 84 km au sud-sud-est. L'établissement rural du Tchoulychmann (ru) englobe au sein du raïon quatre localités ; Bélé, Koo, Kokbech et Balykltcha, ce dernier étant le centre administratif.
Le village est le plus septentrional du raïon d'Oulagan et de la municipalité. Il se situe dans la partie méridionale du lac Teletskoïe, sur sa rive orientale sud, sur un petit plateau. La chaîne d'Abakan borde le village, avec plusieurs montagnes dont le Touchtou, le Tcheliouch, le Tchiri ainsi que le Bélé, ce dernier culminant à 1 611 mètres. Sur la rive opposé se trouve le massif de l'Altyntu, avec juste en face le pic Koroumbou, culminant à 2 358 m. Le plateau, ou terrasse, permet une vue imprenable sur le lac. Mais il y a des falaises entre le lac et le plateau à cause de la différence de hauteur. Le village, comme se situant sur la rive méridionale, se situe près de la baie de Kyga, là ou le Tchoulychman se jette dans le lac.

### Climat
Le climat est fortement continental à Bélé. Le dernier gel à Bélé est en moyenne vers le 12 mai, mais le lac ne gèle pas à cet endroit, seulement les ruisseaux. La température moyenne est de +7,5 °C, les précipitations annuelles varient de 460 à 550 mm. Les températures minimales moyennes sont jusqu'à −25 °C en hiver, et jusqu'à 35 °C en été. La température moyenne annuelle est de +4 °C. Le passage sous les 0 °C intervient en automne vers le 2 novembre, tandis que le passage au dessus des 0 °C intervient au printemps vers le 25 mars. L'étendue des températures est de 66 °C.
C'est cependant l'endroit le plus chaud du lac Teletskoïe, bénéficiant d'un microclimat (grâce à la régulation via l'eau du lac et aux vents) favorable à la pousse de vergers par exemple. Plus généralement, c'est l'endroit le plus chaud de toute la Sibérie occidentale,. Le climat est semblable à Kertch, et la principale raison du meilleur climat par rapport au reste de l'Altaï sont les föhns.

### Faune et flore
Les premiers relevés de la faune et la flore dans la zone date de 1911, par Vassili Sapojnikov, botaniste russe. Il y a selon lui des ours bruns, cerfs élaphes; marals, chèvres sauvages, une importante présence d'hermines et autres. En plus de ces animaux, des lynx boréaux, chevreuils d'Asie, loups peuvent être observés. Grâce au climat, le village dispose de possibilités de cultures très rares pour l'Altaï. Son verger, grand, permet la culture de nombreuses variétés de pommes, poires, abricots, raisins et autres fruits,.

## Histoire

### Empire russe
La région sud du lac Teletskoïe, où se trouve le village, se situe dans l'aire de peuplement des Tiolios (ru) (descendants des Gaoche (ru)). L'établissement du village n'est pas connu, bien qu'il existe des preuves archéologiques et littéraires d'une forteresse près de l'actuel village afin de se protéger des troupes Qing en mars 1754, d'après un document d'un collecteur du iassak. Le village apparaît pour la première fois dans un document officiel lors du recensement soviétique de 1926, mais dès la seconde moitié du XIXe siècle le village existe pour certain.
En 1882, un missionnaire orthodoxe d'Oulala, du nom de Mikhaïl Vassilievitch Tchevalkov, passa avec ses fidèles une vingtaine de jours dans une grotte en hiver, en attendant de meilleurs jours, mais leurs réserves s'épuisaient. Alors qu'il ne restait plus que deux jours avant l'épuisement des réserves, ils décidèrent de prendre de la hauteur en montant, pour voir que le lac qu'ils croyaient gelés ne l'était que jusqu'à un certain point (environ 20 verstes). Ils décidèrent alors de ne plus attendre, de prendre leur bateau et de le pousser sur la glace jusqu'à la zone non gelée. Grâce au vents, ils arrivèrent à le pousser jusqu'à la zone. Ils durent ensuite se jeter dans l'eau afin de rattraper le bateau poussé par le vent. Mais le brouillard se leva, et le vent augmenta. Les hommes commencèrent à prier et à pleurer, certains pensant que le lac seraient leur cercueil. Mais selon les dires de Tchevalkov, il pria Saint-Nicolas, le patron des marins, et le vent ralenti, permettant aux hommes de monter dessus. Il avait juré lors de sa prière qu'il bâtirait une chapelle dédiée au saint sur la rive du lac s'ils étaient sauvés. Ils passèrent la nuit à quai, puis repartirent le lendemain en direction de Gorno-Altaïsk.
Fidèle à sa promesse, Tchevalkov, à ses propres frais ainsi qu'aux frais d'autochtones nouvellement baptisés, il construisit une chapelle sur la rive. L'endroit était un lieu où s'était sédentarisé les Altaïens. Avant la fin de la construction, il baptisa tous les Altaïens. La première mention écrite de l'église remonte à 1889, et il y avait alors 143 personnes vivant de le village, presque tous Altaïens.
En 1897, il est noté que Bélé possède des terres agricoles. Le village était aussi un camp d'été, les nomades venant y passer l'été avec leurs bêtes. En 1906, l'archevêque de Tomsk Macaire visita les lieux et fit en sorte de trouver un professeur pour la nouvelle école missionnaire du village. Lorsque l'archevêque était arrivé, les Altaïens lui firent cadeau d'un énorme taimen. L'archevêque distribua des cadeaux aux femmes et enfants avant de partir. Le village possédait un zaïsan, un chef de clans chez les Altaïens. En 1910, il était peuplé de 180 habitants.

### URSS puis Russie
En 1925, un archéologue local du nom d'A.N. Gloukhov a découvert une petite statue en pierre près du village de l'ère antique. L'année suivante, selon le recensement soviétique, il y avait 12 ménages dans le village, avec 22 hommes et 29 femmes.
Grâce à un jardinier et au directeur de l'entreprise forestière de Iaïliou, le verger de Bélé est naît en 1962, après des essais réussis dans les années 1940 dans d'autres endroits de la réserve. Le début fut difficile, étant donné qu'il fallait transporter les semences à pied depuis Iaïliou, sur un terrain escarpé. Mais les premiers fruits furent de très bonnes qualités, et en 1969, une pépinière fut créée dans le village. Il y a plus de 80 variétés d'arbres à fruit dans le village.
Le 3 octobre 2010, une mini centrale-hydroélectrique sur un ruisseau a été inaugurée, qui avait été construite en seulement dix jours. D'une capacité de 600 W, elle est suffisante pour les besoins du village, et les matériaux utilisés venaient d'un vieux tracteur et d'un vieux générateur. L'année suivante, un parc éolien composé de trois petites éoliennes a aussi vit le jour.

## Démographie
Recensements (*) et estimations de la population,,,. À noter qu'à cause de la pandémie de Covid-19, les principaux habitants du village, les employés de la réserve, étaient rentré chez eux, impactant le résultat du recensement de 2021.
| 1889 | 1910 | 1926* | 2002* |
| ---- | ---- | ----- | ----- |
| 143  | 180  | 51    | 31    |

| 2010* | 2011 | 2012 | 2013 |
| ----- | ---- | ---- | ---- |
| 30    | 30   | 30   | 29   |

| 2014 | 2015 | 2016 | 2021* |
| ---- | ---- | ---- | ----- |
| 29   | 30   | 30   | 11    |

En 2002, sur les 31 habitants, il y avait 77% d'Altaïens.

## Économie, culture et transports

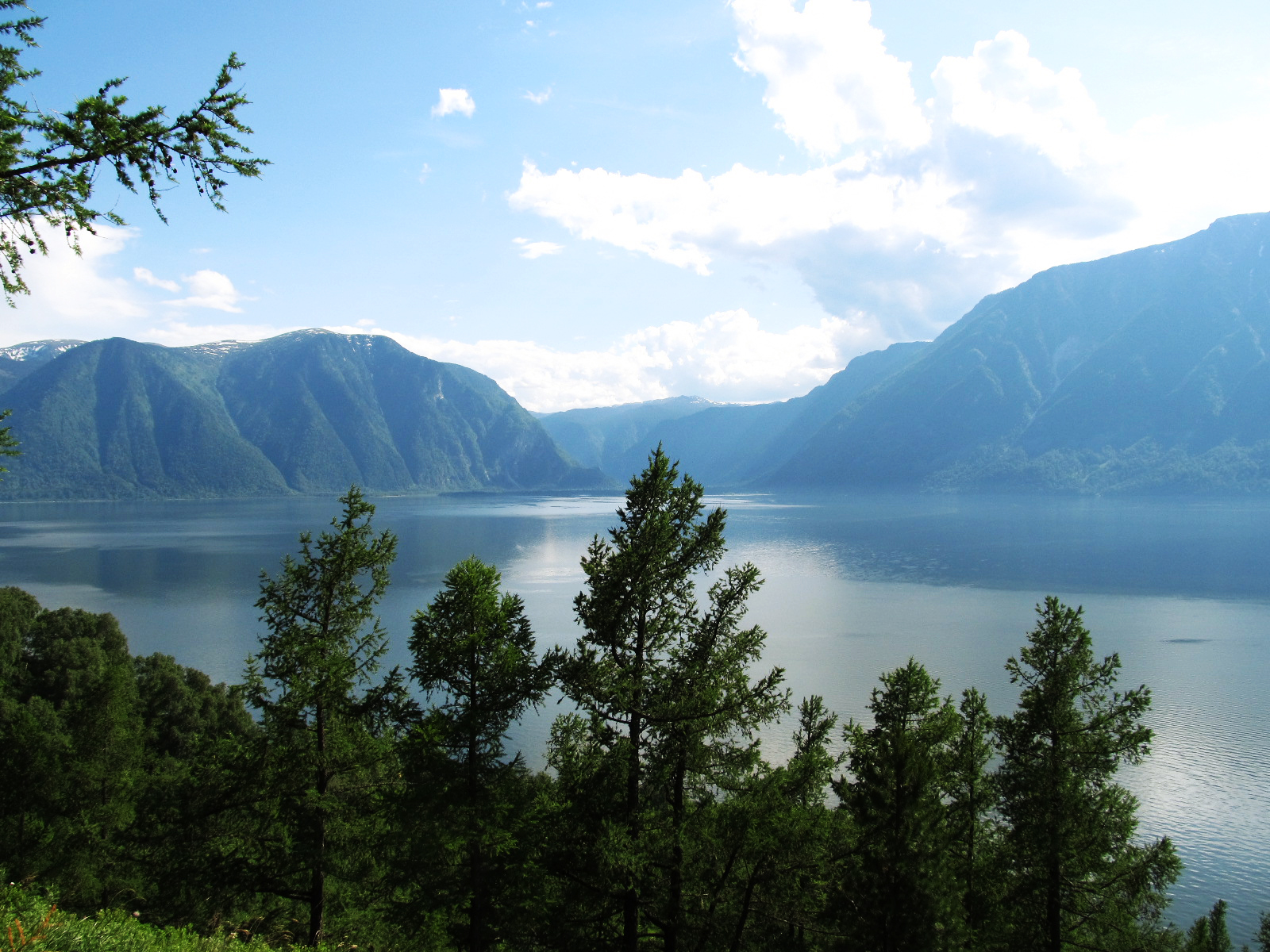
Lac Teletskoïe depuis le village.

Le village vit principalement de la réserve naturelle de l'Altaï, avec la plupart étant employés par la réserve. Le village ne possède pas de routes, ni d'héliport. Il y a une petite jetée pour les bateaux sur le rivage, avec des bateaux pouvant venir d'Artybach ou de la pointe sud du lac. Sinon il y a un sentier escarpé menant au delta du Tchoulychman, où se trouve la fin de la route d'Oulagan, reliant le delta à Aktach et ainsi à la R256. Il y a de la connexion internet. Il n'y a pas de magasin, la nourriture est soit importée soit cultivée sur place.
Le verger et ses nombreux fruits apportent une source de financement important pour la communauté, qui est entretenu par les habitants du village,. Le tourisme est la dernière activité importante, grâce aux paysages du Teletskoïe et à la réserve naturelle. Il y a des excursions dans le village et ses alentours. Bélé possède par ailleurs un musée d'histoire locale. Il y a environ 700 touristes qui viennent dans le village chaque année, presque uniquement pendant la saison estivale, ce qui est conséquent comparé à la population de l'endroit.
Il y a près du rivage une petite statue en pierre ayant la forme d'un homme, qui est appelée Kezer-tash (en russe : Кезер-таш). Représentant un guerrier, la statue a plus de deux mille ans. L'autre monument sont les vestiges d'une forteresse  à 4 kilomètres du village. Elle fut mentionnée par un collecteur du Iassak nommé Alekseï Boutrimov de l'ostrog de Kouznetsk en mars 1754, lorsqu'il arpenta le lac et ses rives. Il rapporte que les Tiolios (ru) ont construit deux forteresses pour se protéger des troupes Qing sur les rives du lac, dont l'une non-loin à l'embouchure du Tchoulychman, près du village actuel. Des restes de pierres ont été trouvées, et le périmètre de la forteresse était de 110 mètres.